# Geranium pulchrum
Geranium pulchrum là một loài thực vật có hoa trong họ Mỏ hạc. Loài này được N.E.Br. mô tả khoa học đầu tiên năm 1895.